# Small town gay bar
Small Town Gay Bar (Bar gay de ciudad pequeña) es un documental estadounidense de 2006 dirigido por Malcolm Ingram. Trata de dos bares gais del profundo sudeste rural de los Estados Unidos, uno en Shannon (Misisipi) y el otro en Meridian (Misisipi). El documental fue producido por View Askew Productions con Kevin Smith como productor ejecutivo.

## Sinopsis
La historia cuenta las dificultades que tiene que hacer frente la comunidad homosexual de las zonas rurales de Estados Unidos y su lucha contra la ignorancia, la hipocresía y la opresión. El documental visita dos localidades de Misisipi centrándose en los dos bares gais de esos dos pueblos, Rumors en Shannon y Different Seasons/Crossroads en Meridian. Además la película se traslada a Bay Minette (Alabama) para enseñar el escenario del brutal asesinato por odio de Scotty Joe Weaver. El documental se centra en la gente gay del lugar que está menos preocupada en el debate nacional por el matrimonio igualitario porque les preocupa más tener que poner en peligro su vida por salir del armario en estas pequeñas ciudades del sureste.

## Comentarios de la producción y la crítica
- Kevin Smith, productor ejecutivo del documental declaró: «Es una película que retrata los bares gais del Misisipi rural, que probablemente es el lugar del mundo más duro para ser gay. Es un retrato de como la gente puede crear su propia comunidad, incluso en medio de otra comunidad que los somete al ostracismo y no quiere tener nada que ver con ellos. Se reúnen para crear un oasis para sí mismos para relajarse y ser ellos mismos y ser lo que no pueden ser en esta particular hebilla del cinturón bíblico.»[3]
- David Rooney de la revista Daily Variety dijo: «Ingram ilustra como los bares gais funcionan como oasis de aceptación y familias alternativas para sus alegres asiduos.»[4]
- Philip Martin de la gaceta demócrata de Arkansas: «La película de Ingram no sólo deja claro que la gente puede ser valiente y resolutiva enfrentándose a la intolerancia, sino que además puede montar una gran fiesta.»[5]

## Banda sonora
Los temas musicales utilizados en la banda sonora son:
1. Rollin' and Tumblin' de  R.L. Burnside
2. Tired Hands  de K.C. Accidental
3. 'Cause Cheap Is How I Feel de Cowboy Junkies.
4. Mosquito  de  Jake Fairley.
5. Anthems For a 17-Year-Old Girl  de  Broken Social Scene.
6. Love Is A Place de Metric.
7. A Million Dead End Jobs  de  FemBots.
8. The Rainbow de Ween.
9. The Transit Song de FemBots.
10. What Comes After One de  FemBots.
11. Animals Of Prey de The Hidden Cameras.
12. At Night de Jake Fairley.
13. We Oh We de The Hidden Cameras.
14. Gay Bar de Electric Six.
15. The Fear Is On de The Hidden Cameras.
16. Small Town Murder Scene  by  FemBots.
17. Broken And Blue de FemBots.
18. I'm Still Your Fag de Broken Social Scene.
19. Ban Marriage de The Hidden Cameras.

## Premios
- Ganador del gran premio del jurado en el Outfest:Los Angeles Gay and Lesbian Film Festival 2006 al mejor documental.[6]
- Ganador del gran premio del jurado en el Miami Gay and Lesbian Film Festival 2006 al mejor documental.[6]
- Nominado al gran premio del jurado de Festival de Cine de Sundance 2006.[6]
- Nominado al mejor documental en los premios GLAAD Media 2008.